# 和田拓
和田 拓（わだ たく、1988年8月11日 - ）は、日本のラグビー選手。現在ジャパンラグビーリーグワン横浜キヤノンイーグルスの育成・業務担当を務めている。

## プロフィール
- 神奈川県海老名市出身。
- ポジションはウィング(WTB)、フルバック(FB)。
- 身長 175 cm、体重 84 kg
- ニックネームはタク。
- 関東代表に選ばれたことがある[1]。

## 略歴
ラグビーは8歳から始めた。
2007年、國學院久我山高校卒業後、慶應義塾大学に入る。なお國學院久我山高校時代、高校日本代表に選ばれたことがある。
2011年、慶應義塾大学卒業後、キヤノンイーグルスに加入。
2012年、キヤノンイーグルスの主将に就任した。
2016年、同年発足した日本ラグビーフットボール選手会の理事に就任した。
2017年、キヤノンイーグルスを退団した。